# Аглетдинова, Равиля Афгановна
Равиля Афгановна (Афтаховна) Аглетдинова, в замужестве Котович (10 февраля 1960, Курган-Тюбе — 25 июня 1999, Жлобин, Гомельская область) — советская и белорусская легкоатлетка таджикского происхождения, специалистка по бегу на средние дистанции. Выступала на международной арене в 1980-х и 1990-х годах, чемпионка Европы, обладательница серебряной медали Игр доброй воли в Москве, национальная чемпионка и рекордсменка страны в нескольких дисциплинах. Заслуженный мастер спорта СССР.

## Биография
Равиля Аглетдинова родилась 10 февраля 1960 года в городе Курган-Тюбе Таджикской ССР. В 1980 году вместе со своим тренером Владимиром Николаевичем Пологовым переехала на постоянное жительство в город Минск Белорусской ССР, где вскоре вошла в число сильнейших бегуний на средние дистанции.
В 1982 году вошла в основной состав советской национальной сборной и выступила на чемпионате Европы в Афинах, где в беге на 800 метров дошла до стадии полуфиналов и заняла итоговое 12 место.
На чемпионате мира 1983 года в Бирмингеме финишировала четвёртой на дистанции 1500 метров.
Рассматривалась в качестве кандидатки на участие в летних Олимпийских играх 1984 года в Лос-Анджелесе, однако Советский Союз вместе с несколькими другими странами восточного блока в конечном счёте бойкотировал эти соревнования по политическим причинам. Вместо этого Аглетдинова выступила на альтернативном турнире «Дружба-84» в Праге — выиграла здесь серебряную медаль в беге на 1500 метров, уступив на финише только соотечественнице Надежде Радулгиной.
В 1985 году на чемпионате СССР в Ленинграде одержала победу сразу в двух дисциплинах: 800 и 1500 метров. Помимо этого, завоевала золотую медаль на Кубке Европы в Москве и получила серебро на Кубке мира в Канберре.
Была лучшей в беге на 1500 метров на чемпионате Европы в Штутгарте, тогда как на Играх доброй воли в Москве пришла к финишу второй, пропустив вперёд Татьяну Самоленко. За эти выдающиеся достижения удостоена почётного звания «Заслуженный мастер спорта СССР».
В это время Равиля Аглетдинова вышла замуж за прыгуна в высоту Александра Котовича и родила дочь Марину, которая впоследствии стала чемпионкой мира и Европы в беге на 800 м. Тем не менее, брак продлился около четырёх лет, и в конечном счёте супруги разошлись.
Вернувшись в большой спорт, в 1990 году Равиля Аглетдинова-Котович победила в беге на 3000 метров на чемпионате СССР в Киеве, а затем побывала на Играх доброй воли в Сиэтле, где в той же дисциплине стала пятой.
В 1991 году в беге на 1500 метров заняла пятое место на чемпионате мира в Токио.
После распада Советского Союза Аглетдинова вошла в состав национальной сборной Белоруссии и ещё в течение некоторого времени продолжала принимать участие в крупнейших международных соревнованиях. Так, в 1993 году в дисциплинах 1500 и 3000 метров она стартовала на мировом первенстве в Штутгарте.
В 1994 году выступила на чемпионате Европы по кроссу в Алнике, где заняла итоговое 66 место.
Погибла в автокатастрофе 25 июня 1999 года во время поездки из Жлобина в Минск.